# Imelda Staunton
Imelda Mary Philomena Bernadette Staunton, CBE (født 9. januar 1956) er en engelsk teater- og filmskuespiller.

## Biografi
Imelda Staunton blev født i Archway i London og hendes forældre var irske katolikker der udvandrede til England. Hendes far, Joseph Staunton, var en brudgomarbejder fra Ballyvary, og hendes mor, Bride McNicholas, var en frisør fra Bohola. Fra 11 til 17 år gik hun til La Sainte Union Convent School, en katolsk skole for piger og senere studerede på Royal Academy of Dramatic Art.
Staunton har medvirket i en række musicalproduktioner, herunder The Wiz, Into the Woods og Sweeny Todd - den djævelske barber fra Fleet Street. Sit gennembrud kom med filmen Vera Drake fra 2004, hvor hun spillede hovedrollen som Vera Drakes. Staunton øvrige kendte filmroller omfatter blandt andet den ondsindede heks Dolores Umbridge i filmene Harry Potter og Fønixordenen og Harry Potter og Dødsregalierne del - 1.

## Udmærkelser
Imelda har været nomineret og vundet flere priser i løbet af sin karriere.

### Teater
Herunder fem Laurence Olivier Award-nomineringer for bedste kvindelige hovedrolle i en musical. Hun vandt i 1991 for sin rolle ( "The Bakers Wife") i musicalen Into the Woods og 2013 (som en rollen som "Mrs.Lovett") i musicalen Sweeney Todd - den djævelske barber fra Fleet.
I 1985 vandt hun to Laurence Olivier Award priser for bedste kvindelige birolle for sin rolle i A Chorus of Disapproval og The Corn is Green.

### Film
SAG-nomineret for sin rolle i Fornuft og Følelse i 1995 og senere i Shakespeare in Love i 1998.
Hendes hidtil mest markante præstation er i rollen som "Vera Drake" i filmen af samme navn fra 2004. Med over 15 priser og 10 nomineringer, blandt dem også BAFTA-prisen for bedste kvindelige hovedrolle.

## Filmografi

### Film
| År   | Titel                                         | Rolle                         | Noter                  | Ref(s)        |
| ---- | --------------------------------------------- | ----------------------------- | ---------------------- | ------------- |
| 1986 | Comrades                                      | Betsy Loveless                |                        | [ 5 ]         |
| 1992 | Peter's Friends                               | Mary Charleston               |                        | [ 6 ]         |
| 1993 | Much Ado About Nothing                        | Margaret                      |                        | [ 7 ]         |
| 1994 | Deadly Advice                                 | Beth Greenwood                |                        | [ 8 ]         |
| 1995 | The Snow Queen                                | Ivy / Angorra                 | Voice; Direct-to-video | [ 9 ]         |
| 1995 | Fornuft og Følelese                           | Charlotte Palmer              |                        | [ 10 ]        |
| 1996 | Twelfth Night                                 | Maria                         |                        | [ 11 ]        |
| 1996 | The Snow Queen's Revenge                      | Elspeth / Rowena              | Voice; Direct-to-video | [ 12 ]        |
| 1997 | Remember Me?                                  | Lorna                         |                        | [ 13 ]        |
| 1997 | The Ugly Duckling                             | Scruffy                       | Voice; Direct-to-video | [ 14 ]        |
| 1998 | Shakespeare in Love                           | Nurse                         |                        | [ 15 ]        |
| 1999 | Jack & the Beanstalk                          | Dilly                         | Voice; Direct-to-video | [ 16 ]        |
| 2000 | Chicken Run                                   | Bunty                         | Voice                  | [ 17 ]        |
| 2000 | Rat                                           | Conchita Flynn                |                        | [ 18 ]        |
| 2001 | Another Life                                  | Ethel Graydon                 |                        | [ 19 ]        |
| 2001 | Crush                                         | Janine                        |                        | [ 20 ]        |
| 2002 | The Strange Case of Penny Allison             | Penny Allison / Alison Ayling | Short; Direct-to-video | [ 21 ]        |
| 2002 | Ready                                         | Naomi                         | Short                  | [ 22 ]        |
| 2003 | The Virgin of Liverpool                       | Sylvia Conlon                 |                        | [ 23 ]        |
| 2003 | Bright Young Things                           | Lady Brown                    |                        | [ 24 ]        |
| 2003 | I'll Be There                                 | Dr. Bridget                   |                        | [ 25 ]        |
| 2003 | Blackball                                     | Bridget                       |                        | [ 26 ]        |
| 2004 | Vera Drake                                    | Vera Drake                    |                        | [ 27 ]        |
| 2005 | Nanny McPhee                                  | Mrs. Blatherwick              |                        | [ 28 ]        |
| 2006 | Shadow Man                                    | Ambassador Cochran            | Direct-to-video        | [ 29 ]        |
| 2007 | Freedom Writers                               | Margaret Campbell             |                        | [ 30 ]        |
| 2007 | Harry Potter and the Order of the Phoenix     | Dolores Umbridge              |                        | [ 31 ]        |
| 2007 | How About You                                 | Hazel Nightingale             |                        | [ 32 ]        |
| 2008 | Three and Out                                 | Rosemary Cassidy              |                        | [ 33 ]        |
| 2008 | A Bunch of Amateurs                           | Mary                          |                        | [ 34 ]        |
| 2009 | Taking Woodstock                              | Sonia Teichberg               |                        | [ 35 ]        |
| 2010 | Alice in Wonderland                           | Tall Flower Faces             | Voice                  | [ 36 ]        |
| 2010 | Another Year                                  | Janet                         |                        | [ 37 ]        |
| 2010 | Harry Potter and the Deathly Hallows – Part 1 | Dolores Umbridge              |                        | [ 38 ]        |
| 2011 | The Awakening                                 | Maud Hill                     |                        | [ 39 ]        |
| 2011 | Arthur Christmas                              | Mrs. Santa                    | Voice                  | [ 40 ]        |
| 2012 | The Pirates! In an Adventure with Scientists! | Queen Victoria                | Voice                  | [ 41 ]        |
| 2014 | Pride                                         | Hefina Headon                 |                        | [ 42 ]        |
| 2014 | Maleficent                                    | Knotgrass                     |                        | [ 43 ]        |
| 2014 | Paddington                                    | Aunt Lucy                     | Voice                  | [ 44 ]        |
| 2017 | Little Bird                                   | First Officer Simpkins        | Short                  | [ 45 ] [ 46 ] |
| 2017 | Finding Your Feet                             | Sandra Abbott                 |                        | [ 47 ]        |
| 2017 | Paddington 2                                  | Aunt Lucy                     | Voice                  | [ 48 ]        |
| 2019 | Downton Abbey                                 | Lady Maud Bagshaw             |                        | [ 49 ]        |
| 2019 | Maleficent: Mistress of Evil                  | Knotgrass                     |                        | [ 50 ]        |
| 2020 | Amulet                                        | Sister Claire                 |                        | [ 51 ]        |
| 2022 | Downton Abbey: A New Era                      | Lady Maud Bagshaw             |                        | [ 52 ]        |
| 2023 | The Canterville Ghost                         | Mrs. Umney                    | Voice                  | [ 53 ]        |
| 2023 | Chicken Run: Dawn of the Nugget               | Bunty                         | Voice                  | [ 54 ]        |
| 2024 | Paddington in Peru                            | Aunt Lucy                     | Voice; post-production | [ 55 ]        |

### Tv
| År        | Titel                            | Rolle                  | Noter                                                           | Ref(s)        |
| --------- | -------------------------------- | ---------------------- | --------------------------------------------------------------- | ------------- |
| 1982      | Playhouse                        | Mary Price             | Episode: "Easy Money"                                           | [ 56 ]        |
| 1986      | Ladies in Charge                 | Edith                  | Episode: "Double Act"                                           | [ 57 ]        |
| 1986      | The Singing Detective            | Staff Nurse White      | Miniseries; 5 episodes                                          | [ 57 ]        |
| 1988      | Thompson                         | Various roles          | Miniseries; 6 episodes                                          | [ 57 ]        |
| 1989      | The Ruth Rendell Mysteries       | Polly Flinders         | 3 episodes                                                      | [ 57 ]        |
| 1990–1993 | Up the Garden Path               | Izzy Comyn             | Main role; 18 episodes                                          | [ 57 ]        |
| 1990      | ScreenPlay                       | Jane Hartman Stephanie | Episode: "Antonia and Jane" Episode: "The Englishman's Wife"    | [ 58 ] [ 59 ] |
| 1990      | The Play on One                  | Cheryl Newman          | Episode: "Yellowbacks"                                          | [ 60 ]        |
| 1990      | Masterpiece                      | Louie                  | Episode: "The Heat of the Day"                                  | [ 61 ]        |
| 1991      | Screen Two                       | The Producer           | Episode: "They Never Slept"                                     | [ 62 ]        |
| 1992      | A Masculine Ending               | Bridget Bennet         | Television film                                                 | [ 63 ]        |
| 1992      | Performance                      | Jenny Beales           | Episode: "Roots"                                                | [ 64 ]        |
| 1993      | Don't Leave Me This Way          | Bridget Bennet         | Television film                                                 | [ 65 ]        |
| 1993      | If You See God, Tell Him         | Muriel Spry            | Miniseries; 4 episodes                                          | [ 57 ]        |
| 1994      | Woodcock                         | Edna                   | Television film                                                 | [ 66 ]        |
| 1994      | Frank Stubbs Promotes            | Susan                  | Episode: "Charity"                                              | [ 57 ]        |
| 1994      | Mole's Christmas                 | Various roles          | Voice; Television film                                          | [ 67 ]        |
| 1995      | Citizen X                        | Mrs. Burakov           | Television film                                                 | [ 68 ]        |
| 1995      | Look at the State We're In!      | Councillor Johnson     | Miniseries; Episode: "Local Government"                         | [ 57 ]        |
| 1995–1998 | Is It Legal?                     | Stella Phelps          | Main role; 21 episodes                                          | [ 57 ]        |
| 1995      | The Adventures of Mole           | Various roles          | Voice; Television film                                          | [ 69 ]        |
| 1996      | The Adventures of Toad           | Various roles          | Voice; Television film                                          | [ 70 ]        |
| 1996      | Tales from the Crypt             | Sarah Nevin            | Episode: "About Face"                                           | [ 57 ]        |
| 1998–2000 | The Canterbury Tales             | The Prioress           | Miniseries; 3 episodes                                          | [ 71 ] [ 72 ] |
| 1999      | Midsomer Murders                 | Christine Cooper       | Episode: "Dead Man's Eleven"                                    | [ 57 ]        |
| 1999      | David Copperfield                | Emma Micawber          | Two-part television special                                     | [ 73 ]        |
| 2002      | Murder                           | DCI Billie Dory        | Miniseries; 4 episodes                                          | [ 74 ]        |
| 2003      | Let's Write a Story              | Mrs. Twit              | Docuseries; Episode: "Humour"                                   | [ 75 ] [ 76 ] |
| 2003      | Cambridge Spies                  | Queen Elizabeth        | Miniseries; Episodes 2 and 4                                    | [ 57 ]        |
| 2003      | Strange                          | Reverend Mary Truegood | Miniseries; Episode: "Incubus"                                  | [ 57 ]        |
| 2005      | Fingersmith                      | Mrs. Sucksby           | 3 episodes                                                      | [ 77 ]        |
| 2005      | ShakespeaRe-Told                 | Polly Moon             | Episode: "A Midsummer Night's Dream"                            | [ 78 ]        |
| 2005      | Little Britain                   | Mrs. Mead              | Series 3, episode 6                                             | [ 57 ]        |
| 2005      | My Family and Other Animals      | Louisa Durrell         | Television film                                                 | [ 79 ]        |
| 2006      | Dogtown                          | Gwen Gregson           | Miniseries; Episode 4                                           | [ 80 ]        |
| 2006      | The Wind in the Willows          | Barge Lady             | Television film                                                 | [ 81 ]        |
| 2007      | Where Have I Been All Your Life? | Angela                 | Television short                                                | [ 82 ]        |
| 2007      | Cranford                         | Miss Octavia Pole      | Miniseries; 5 episodes                                          | [ 83 ]        |
| 2008      | Clay                             | Mary Doonan            | Television film                                                 | [ 84 ]        |
| 2008      | Coming Up                        | Mother                 | Episode: "Lickle Bill Um"                                       | [ 85 ]        |
| 2008      | Big & Small                      | Ruby / Twiba           | Voice; 12 episodes                                              | [ 86 ]        |
| 2009      | Return to Cranford               | Miss Octavia Pole      | Episodes: "August 1844", "October 1844"                         | [ 87 ]        |
| 2010–2011 | Psychoville                      | Grace Andrews          | Guest role (Halloween special) main role (series 2); 7 episodes | [ 88 ] [ 89 ] |
| 2010      | White Other                      | Lynne McDermott        | Television short                                                | [ 90 ]        |
| 2011      | Doctor Who                       | The Interface          | Voice; Episode: "The Girl Who Waited"                           | [ 57 ]        |
| 2012      | The Girl                         | Alma Reville Hitchcock | Television film                                                 | [ 91 ]        |
| 2013      | Mouse and Mole at Christmas Time | Various roles          | Voice; Television film                                          | [ 92 ]        |
| 2014      | That Day We Sang                 | Enid                   | Television film                                                 | [ 93 ]        |
| 2019      | A Confession                     | Karen Edwards          | Miniseries; 6 episodes                                          | [ 94 ]        |
| 2020      | Flesh and Blood                  | Mary                   | Miniseries; 4 episodes                                          | [ 95 ]        |
| 2020      | Talking Heads                    | Irene Ruddock          | Episode: "A Lady of Letters"                                    | [ 96 ]        |
| 2020–2021 | Trying                           | Penny                  | 8 episodes                                                      | [ 97 ]        |
| 2022–2023 | The Crown                        | Queen Elizabeth II     | Main role (Seasons 5–6); 20 episodes                            | [ 98 ]        |
| 2023      | Brassic                          | Aunt Edie              | Episode: "A Very Brassic Christmas"                             | [ 99 ]        |

### Teater
| År        | Titel                                          | Rolle                             | Teater                                | Noter                        | Ref(s)          |
| --------- | ---------------------------------------------- | --------------------------------- | ------------------------------------- | ---------------------------- | --------------- |
| 1982–1983 | Guys and Dolls                                 | Mimi (Hot Box Girl) Miss Adelaide | Royal National Theatre                |                              | [ 100 ]         |
| 1982–1983 | The Beggar's Opera                             | Molly Brazen / Lucy Lockit        | Royal National Theatre                |                              | [ 101 ]         |
| 1982–1983 | Schweyk in the Second World War                | Anna                              | Royal National Theatre                |                              | [ 102 ]         |
| 1984      | A Mad World, My Masters                        | Janet Claughton                   | Theatre Royal Stratford East          |                              | [ 103 ]         |
| 1984      | Us Good Girls                                  | Paulette                          | Soho Theatre                          |                              | [ 104 ]         |
| 1985      | The Corn Is Green                              | Bessie Watty                      | The Old Vic                           |                              | [ 105 ]         |
| 1985–1986 | A Chorus of Disapproval                        | Hannah Llewellyn                  | Royal National Theatre                |                              | [ 106 ]         |
| 1987      | Venus and Adonis                               | Venus                             | Barbican Centre                       |                              | [ 107 ]         |
| 1987      | The Fair Maid of the West                      | Bess Bridges                      | Mermaid Theatre                       |                              | [ 108 ]         |
| 1987      | They Shoot Horses, Don't They?                 | Gloria Beatty                     | Mermaid Theatre                       |                              | [ 109 ]         |
| 1987–1988 | The Wizard of Oz                               | Dorothy Gale                      | Barbican Centre                       |                              | [ 110 ]         |
| 1988      | Uncle Vanya                                    | Sonya                             | Vaudeville Theatre                    |                              | [ 111 ]         |
| 1989      | The Lady and the Clarinet                      | Luba                              | King's Head Theatre                   |                              | [ 112 ]         |
| 1990–1991 | Into the Woods                                 | The Baker's Wife                  | Phoenix Theatre                       |                              | [ 113 ]         |
| 1991      | Bold Girls                                     | Cassie                            | Hampstead Theatre                     |                              | [ 114 ]         |
| 1994      | On Borrowed Time                               | —                                 | Southwark Playhouse                   | Producer and director        | [ 115 ]         |
| 1994–1995 | Slavs!                                         | Bonfila                           | Hampstead Theatre                     |                              | [ 116 ]         |
| 1996      | Habeas Corpus                                  | Mrs. Swabb                        | Donmar Warehouse                      |                              | [ 117 ]         |
| 1996–1997 | Guys and Dolls                                 | Miss Adelaide                     | Royal National Theatre                |                              | [ 118 ]         |
| 1998      | Divas at the Donmar                            | —                                 | Donmar Warehouse                      | Solo cabaret season          | [ 119 ]         |
| 2000–2001 | Life x 3                                       | Ines                              | Royal National Theatre The Old Vic    |                              | [ 120 ] [ 121 ] |
| 2004      | Calico                                         | Nora Barnacle                     | Duke of York's Theatre                |                              | [ 122 ]         |
| 2007      | There Came a Gypsy Riding                      | Margaret                          | Almeida Theatre                       |                              | [ 123 ]         |
| 2007      | Follies in Concert                             | Hattie Walker                     | London Palladium                      | Benefit concert              | [ 124 ]         |
| 2009      | Entertaining Mr Sloane                         | Kath                              | Trafalgar Theatre                     |                              | [ 125 ]         |
| 2011      | A Delicate Balance                             | Claire                            | Almeida Theatre                       |                              | [ 126 ]         |
| 2012      | Sweeney Todd: The Demon Barber of Fleet Street | Mrs. Lovett                       | Adelphi Theatre                       |                              | [ 127 ]         |
| 2013      | Circle Mirror Transformation                   | Marty                             | Royal Court Theatre                   |                              | [ 128 ]         |
| 2014      | Good People                                    | Margie Walsh                      | Hampstead Theatre Noël Coward Theatre |                              | [ 129 ] [ 130 ] |
| 2015      | Gypsy                                          | Momma Rose                        | Savoy Theatre                         |                              | [ 131 ]         |
| 2017      | Who's afraid of Virginia Woolf?                | Martha                            | Harold Pinter Theatre                 |                              | [ 132 ]         |
| 2017–2018 | Follies                                        | Sally Durant Plummer              | Royal National Theatre                |                              | [ 133 ]         |
| 2020      | Talking Heads                                  | Irene Ruddock                     | Bridge Theatre                        | Segment: "A Lady of Letters" | [ 134 ]         |
| 2024      | Hello, Dolly!                                  | Dolly Gallagher Levi              | London Palladium                      |                              | [ 135 ]         |

### Andet
| År   | Titel                                       | Rolle            | Ref(s)  |
| ---- | ------------------------------------------- | ---------------- | ------- |
| 2025 | Harry Potter and the Battle at the Ministry | Dolores Umbridge | [ 136 ] |